# Bulgaria all'Eurovision Song Contest
La Bulgaria ha debuttato all'Eurovision Song Contest nel 2005, partecipando quattordici volte. Non ha mai vinto finora la manifestazione e il miglior piazzamento ottenuto è stato un secondo posto nel 2017 da Kristian Kostov con Beautiful Mess.
Ha mancato la finale nove volte (2005, 2006, 2008, 2009, 2010, 2011, 2012, 2013 e 2022), qualificandosi le rimanenti cinque (2007, 2016, 2017, 2018 e 2021) e non partecipando tra il 2014 e il 2015, 2019 e tra il 2023 e, per il momento, 2025. 
Ha utilizzato come metodo di selezione: una finale nazionale tra il 2005 e il 2009 e tra il 2011 e il 2012, un metodo misto nel 2010 e una selezione interna dal 2016.

## Storia

### Anni 2000: il debutto
La Bulgaria ha debuttato all'Eurovision Song Contest 2005 di Kiev con la jazz band Kaffe, selezionata tramite un'apposita finale nazionale organizzata dall'emittente televisiva BNT. Classificandosi ultima nella semifinale con 49 punti, non si è qualificata per la finale dell'evento, segnando inoltre il peggior risultato della nazione alla manifestazione. Anche l'anno successivo vede la nazione rimanere nella semifinale con Let Me Cry di Mariana Popova, che si è classificata al 17º posto con 36 punti. 
Una temporanea svolta si è avuta nel 2007 ad Helsinki dove il duo folk composto da Elica Todorova e Stojan Jankulov riesce a qualificarsi al 5º posto con 157 punti grazie al brano Water, scritto completamente in lingua bulgara e composto dalla stessa Todorova, con la collaborazione per la melodia di Jankulov. Il 2008 ha visto un maggior impegno nell'organizzazione dell'EuroBGvision, articolato in ben 9 quarti di finale, una semifinale e la finale, che ha promosso i Deep Zone Project e DJ Balthazar con DJ, Take Me Away. Con l'introduzione della seconda semifinale la Bulgaria dovette esibirsi nella seconda semifinale, mancando di poco la finale dell'evento e classificandosi 11ª con 56 punti. Nonostante i continui cambiamenti nel metodo di selezione, composto sempre da uno o più festival musicali, la nazione continua a non qualificarsi alla finale sia nel 2009 che nel 2010.

### Anni 2010: il ritiro e il successo
Nel 2011, con l'ennesimo cambio di format nella selezione bulgara, Poli Genova con Na inat manca nuovamente la finale, classificandosi tuttavia al 12º posto e avvicinandosi quindi alla qualifica più di quanto non siano riusciti i suoi predecessori. La nazione continua a non qualificarsi anche nel 2012 e nel 2013, nonostante il ritorno di Elica & Stojan, che sono riusciti a raggiungere il 12º posto nella semifinale. 
A causa di una mancanza di fondi l'emittente annuncia il ritiro dalla manifestazione per l'edizione 2014, mancando anche la partecipazione nel 2015, nonostante un'iniziale manifestazione d'interesse.
La nazione ritorna all'Eurovision Song Contest 2016 optando in maniera definitiva per una selezione interna, collezionando il proprio miglior risultato dal debutto con il 4º posto di Poli Genova e la sua If Love Was a Crime, tra i favoriti per la vittoria. Nel 2017 l'emittente ha selezionato il giovane Kristian Kostov con Beautiful Mess, che porta il miglior risultato in assoluto per la nazione classificandosi al 2º posto con 615 punti. Anche nel 2018 l'emittente continua la selezione interna dei partecipanti, nominando gli Equinox, che si classificano al 14º posto nella finale dell'evento.
Nel 2019 l'emittente annuncia nuovamente il ritiro dalla manifestazione per motivi economici, anche se sarebbe dovuta tornare per l'edizione 2020. Per l'occasione l'emittente selezionò internamente Victoria con il brano Tears Getting Sober che risultò essere la favorita per la vittoria finale, tuttavia l'edizione venne in seguito cancellata a causa della pandemia di COVID-19. Victoria viene così riconfermata per l'Eurovision Song Contest 2021 dove si è esibita con il brano Growing Up Is Getting Old che, nonostante i consensi da parte della critica, si classifica all'11º posto nella finale dell'evento.

## Partecipazioni
- Primo posto
- Secondo posto
- Terzo posto
- Ultimo posto

| Anno                                    | Artista                          | Brano                     | Lingua           | Posizione           | Posizione           | Posizione           | Posizione           |
| Anno                                    | Artista                          | Brano                     | Lingua           | Finale              | Punti               | Semi                | Punti               |
| --------------------------------------- | -------------------------------- | ------------------------- | ---------------- | ------------------- | ------------------- | ------------------- | ------------------- |
| 2005                                    | Kaffe                            | Lorraine                  | Inglese          | Non qualificata     | Non qualificata     | 19º                 | 49                  |
| 2006                                    | Mariana Popova                   | Let Me Cry                | Inglese          | Non qualificata     | Non qualificata     | 17º                 | 36                  |
| 2007                                    | Elica Todorova & Stojan Jankulov | Water                     | Bulgaro          | 5º                  | 157                 | 6º                  | 146                 |
| 2008                                    | Deep Zone & Balthazar            | DJ, Take Me Away          | Inglese          | Non qualificata     | Non qualificata     | 11º                 | 56                  |
| 2009                                    | Krasimir Avramov                 | Illusion                  | Inglese          | Non qualificata     | Non qualificata     | 16º                 | 7                   |
| 2010                                    | Miro                             | Angel si ti               | Bulgaro, inglese | Non qualificata     | Non qualificata     | 15º                 | 19                  |
| 2011                                    | Poli Genova                      | Na inat                   | Bulgaro          | Non qualificata     | Non qualificata     | 12º                 | 48                  |
| 2012                                    | Sofi Marinova                    | Love Unlimited            | Bulgaro          | Non qualificata     | Non qualificata     | 11º                 | 45                  |
| 2013                                    | Elica Todorova & Stojan Jankulov | Samo Shampioni            | Bulgaro          | Non qualificata     | Non qualificata     | 12º                 | 45                  |
| Nessuna partecipazione dal 2014 al 2015 |                                  |                           |                  |                     |                     |                     |                     |
| 2016                                    | Poli Genova                      | If Love Was a Crime       | Inglese, bulgaro | 4º                  | 307                 | 5º                  | 220                 |
| 2017                                    | Kristian Kostov                  | Beautiful Mess            | Inglese          | 2º                  | 615                 | 1º                  | 403                 |
| 2018                                    | Equinox                          | Bones                     | Inglese          | 14º                 | 166                 | 7º                  | 177                 |
| Nessuna partecipazione nel 2019         |                                  |                           |                  |                     |                     |                     |                     |
| 2020                                    | Victoria                         | Tears Getting Sober       | Inglese          | Edizione cancellata | Edizione cancellata | Edizione cancellata | Edizione cancellata |
| 2021                                    | Victoria                         | Growing Up Is Getting Old | Inglese          | 11º                 | 170                 | 3º                  | 250                 |
| 2022                                    | Intelligent Music Project        | Intention                 | Inglese          | Non qualificata     | Non qualificata     | 16º                 | 29                  |
| Nessuna partecipazione dal 2023 al 2025 |                                  |                           |                  |                     |                     |                     |                     |

Note:
- Il brano Love Unlimited contiene frasi in arabo, azero, inglese, francese, greco, italiano, romaní, serbo-croato, spagnolo e turco.

## Statistiche di voto
Fino al 2022, le statistiche di voto della Bulgaria sono:
| # | Stato       | Punti |
| - | ----------- | ----- |
| 1 | Grecia      | 120   |
| 2 | Armenia     | 80    |
| 3 | Ucraina     | 68    |
| 4 | Russia      | 61    |
| 5 | Azerbaigian | 58    |

| # | Stato              | Punti |
| - | ------------------ | ----- |
| 1 | Regno Unito        | 64    |
| 2 | Cipro              | 63    |
| 3 | Macedonia del Nord | 59    |
| 4 | Spagna             | 55    |
| 5 | Malta              | 52    |

| # | Stato              | Punti |
| - | ------------------ | ----- |
| 1 | Grecia             | 175   |
| 2 | Armenia            | 138   |
| 3 | Ucraina            | 125   |
| 4 | Macedonia del Nord | 109   |
| 5 | Turchia            | 96    |

| # | Stato              | Punti |
| - | ------------------ | ----- |
| 1 | Macedonia del Nord | 160   |
| 2 | Cipro              | 132   |
| 3 | Regno Unito        | 129   |
| 4 | Albania            | 116   |
| 5 | Spagna             | 108   |

## Trasmissione dell'evento
La BNT, in quanto membro rappresentativo dell'Unione europea di radiodiffusione per la Bulgaria, aveva i diritti di trasmissione dell'evento:
| Anno | Commentatori                                         | Commentatori                                         | Trasmissione                                         | Trasmissione                                         | Portavoce                                            |
| Anno | Semifinali                                           | Finale                                               | Semifinali                                           | Finale                                               | Portavoce                                            |
| ---- | ---------------------------------------------------- | ---------------------------------------------------- | ---------------------------------------------------- | ---------------------------------------------------- | ---------------------------------------------------- |
| 1968 | Niente semifinali                                    | Sconosciuto                                          | Niente semifinali                                    | Sconosciuto                                          | Non partecipante                                     |
| 1969 | Nessuna trasmissione                                 | Nessuna trasmissione                                 | Nessuna trasmissione                                 | Nessuna trasmissione                                 | Nessuna trasmissione                                 |
| 1970 | Nessuna trasmissione                                 | Nessuna trasmissione                                 | Nessuna trasmissione                                 | Nessuna trasmissione                                 | Nessuna trasmissione                                 |
| 1971 | Niente semifinali                                    | Sconosciuto                                          | Niente semifinali                                    | Sconosciuto                                          | Non partecipante                                     |
| 1972 | Nessuna trasmissione                                 | Nessuna trasmissione                                 | Nessuna trasmissione                                 | Nessuna trasmissione                                 | Nessuna trasmissione                                 |
| 1973 | Niente semifinali                                    | Sconosciuto                                          | Niente semifinali                                    | Sconosciuto                                          | Non partecipante                                     |
| 1974 | Niente semifinali                                    | Sconosciuto                                          | Niente semifinali                                    | Sconosciuto                                          | Non partecipante                                     |
| 1975 | Nessuna trasmissione                                 | Nessuna trasmissione                                 | Nessuna trasmissione                                 | Nessuna trasmissione                                 | Nessuna trasmissione                                 |
| 1976 | Nessuna trasmissione                                 | Nessuna trasmissione                                 | Nessuna trasmissione                                 | Nessuna trasmissione                                 | Nessuna trasmissione                                 |
| 1977 | Niente semifinali                                    | Sconosciuto                                          | Niente semifinali                                    | Sconosciuto                                          | Non partecipante                                     |
| 1978 | Nessuna trasmissione                                 | Nessuna trasmissione                                 | Nessuna trasmissione                                 | Nessuna trasmissione                                 | Nessuna trasmissione                                 |
| 1979 | Nessuna trasmissione                                 | Nessuna trasmissione                                 | Nessuna trasmissione                                 | Nessuna trasmissione                                 | Nessuna trasmissione                                 |
| 1980 | Nessuna trasmissione                                 | Nessuna trasmissione                                 | Nessuna trasmissione                                 | Nessuna trasmissione                                 | Nessuna trasmissione                                 |
| 1981 | Niente semifinali                                    | Sconosciuto                                          | Niente semifinali                                    | Sconosciuto                                          | Non partecipante                                     |
| 1982 | Nessuna trasmissione                                 | Nessuna trasmissione                                 | Nessuna trasmissione                                 | Nessuna trasmissione                                 | Nessuna trasmissione                                 |
| 1983 | Nessuna trasmissione                                 | Nessuna trasmissione                                 | Nessuna trasmissione                                 | Nessuna trasmissione                                 | Nessuna trasmissione                                 |
| 1984 | Nessuna trasmissione                                 | Nessuna trasmissione                                 | Nessuna trasmissione                                 | Nessuna trasmissione                                 | Nessuna trasmissione                                 |
| 1985 | Nessuna trasmissione                                 | Nessuna trasmissione                                 | Nessuna trasmissione                                 | Nessuna trasmissione                                 | Nessuna trasmissione                                 |
| 1986 | Nessuna trasmissione                                 | Nessuna trasmissione                                 | Nessuna trasmissione                                 | Nessuna trasmissione                                 | Nessuna trasmissione                                 |
| 1987 | Nessuna trasmissione                                 | Nessuna trasmissione                                 | Nessuna trasmissione                                 | Nessuna trasmissione                                 | Nessuna trasmissione                                 |
| 1988 | Nessuna trasmissione                                 | Nessuna trasmissione                                 | Nessuna trasmissione                                 | Nessuna trasmissione                                 | Nessuna trasmissione                                 |
| 1989 | Nessuna trasmissione                                 | Nessuna trasmissione                                 | Nessuna trasmissione                                 | Nessuna trasmissione                                 | Nessuna trasmissione                                 |
| 1990 | Niente semifinali                                    | Sconosciuto                                          | Niente semifinali                                    | Sconosciuto                                          | Non partecipante                                     |
| 1991 | Niente semifinali                                    | Sconosciuto                                          | Niente semifinali                                    | Sconosciuto                                          | Non partecipante                                     |
| 1992 | Nessuna trasmissione                                 | Nessuna trasmissione                                 | Nessuna trasmissione                                 | Nessuna trasmissione                                 | Nessuna trasmissione                                 |
| 1993 | Nessuna trasmissione                                 | Nessuna trasmissione                                 | Nessuna trasmissione                                 | Nessuna trasmissione                                 | Nessuna trasmissione                                 |
| 1994 | Nessuna trasmissione                                 | Nessuna trasmissione                                 | Nessuna trasmissione                                 | Nessuna trasmissione                                 | Nessuna trasmissione                                 |
| 1995 | Nessuna trasmissione                                 | Nessuna trasmissione                                 | Nessuna trasmissione                                 | Nessuna trasmissione                                 | Nessuna trasmissione                                 |
| 1996 | Nessuna trasmissione                                 | Nessuna trasmissione                                 | Nessuna trasmissione                                 | Nessuna trasmissione                                 | Nessuna trasmissione                                 |
| 1997 | Nessuna trasmissione                                 | Nessuna trasmissione                                 | Nessuna trasmissione                                 | Nessuna trasmissione                                 | Nessuna trasmissione                                 |
| 1998 | Nessuna trasmissione                                 | Nessuna trasmissione                                 | Nessuna trasmissione                                 | Nessuna trasmissione                                 | Nessuna trasmissione                                 |
| 1999 | Nessuna trasmissione                                 | Nessuna trasmissione                                 | Nessuna trasmissione                                 | Nessuna trasmissione                                 | Nessuna trasmissione                                 |
| 2000 | Nessuna trasmissione                                 | Nessuna trasmissione                                 | Nessuna trasmissione                                 | Nessuna trasmissione                                 | Nessuna trasmissione                                 |
| 2001 | Nessuna trasmissione                                 | Nessuna trasmissione                                 | Nessuna trasmissione                                 | Nessuna trasmissione                                 | Nessuna trasmissione                                 |
| 2002 | Nessuna trasmissione                                 | Nessuna trasmissione                                 | Nessuna trasmissione                                 | Nessuna trasmissione                                 | Nessuna trasmissione                                 |
| 2003 | Nessuna trasmissione                                 | Nessuna trasmissione                                 | Nessuna trasmissione                                 | Nessuna trasmissione                                 | Nessuna trasmissione                                 |
| 2004 | Nessuna trasmissione                                 | Nessuna trasmissione                                 | Nessuna trasmissione                                 | Nessuna trasmissione                                 | Nessuna trasmissione                                 |
| 2005 | Elena Rozberg Georgi Kušvaliev                       | Elena Rozberg Georgi Kušvaliev                       | Sconosciuto                                          | Sconosciuto                                          | Evgenija Atanasova                                   |
| 2006 | Elena Rozberg Georgi Kušvaliev                       | Elena Rozberg Georgi Kušvaliev                       | Sconosciuto                                          | Sconosciuto                                          | Dragomir Simeonov                                    |
| 2007 | Elena Rozberg Georgi Kušvaliev                       | Elena Rozberg Georgi Kušvaliev                       | Sconosciuto                                          | Sconosciuto                                          | Mira Dobreva                                         |
| 2008 | Elena Rozberg Georgi Kušvaliev                       | Elena Rozberg Georgi Kušvaliev                       | Sconosciuto                                          | Sconosciuto                                          | Valentina Vojkova                                    |
| 2009 | Elena Rozberg Georgi Kušvaliev                       | Elena Rozberg Georgi Kušvaliev                       | Sconosciuto                                          | Sconosciuto                                          | Joanna Dragneva                                      |
| 2010 | Elena Rozberg Georgi Kušvaliev                       | Elena Rozberg Georgi Kušvaliev                       | Sconosciuto                                          | Sconosciuto                                          | Desislava Dobreva                                    |
| 2011 | Elena Rozberg Georgi Kušvaliev                       | Elena Rozberg Georgi Kušvaliev                       | Sconosciuto                                          | Sconosciuto                                          | Marija Ilieva                                        |
| 2012 | Elena Rozberg Georgi Kušvaliev                       | Elena Rozberg Georgi Kušvaliev                       | Sconosciuto                                          | Sconosciuto                                          | Anna Angelova                                        |
| 2013 | Elena Rozberg Georgi Kušvaliev                       | Elena Rozberg Georgi Kušvaliev                       | BNT 1                                                | BNT 1                                                | Joanna Dragneva                                      |
| 2014 | Nessuna trasmissione                                 | Nessuna trasmissione                                 | Nessuna trasmissione                                 | Nessuna trasmissione                                 | Nessuna trasmissione                                 |
| 2015 | Nessuna trasmissione                                 | Elena Rozberg Georgi Kušvaliev                       | Nessuna trasmissione                                 | BNT1 BNT HD                                          | Non partecipante                                     |
| 2016 | Elena Rozberg Georgi Kušvaliev                       | Elena Rozberg Georgi Kušvaliev                       | BNT1                                                 | BNT1                                                 | Anna Angelova                                        |
| 2017 | Elena Rozberg Georgi Kušvaliev                       | Elena Rozberg Georgi Kušvaliev                       | BNT1                                                 | BNT1                                                 | Borjana Gramatikova                                  |
| 2018 | Elena Rozberg Georgi Kušvaliev                       | Elena Rozberg Georgi Kušvaliev                       | BNT1                                                 | BNT1                                                 | Joanna Dragneva                                      |
| 2019 | Nessuna trasmissione                                 | Nessuna trasmissione                                 | Nessuna trasmissione                                 | Nessuna trasmissione                                 | Nessuna trasmissione                                 |
| 2020 | Evento cancellato a causa della pandemia di COVID-19 | Evento cancellato a causa della pandemia di COVID-19 | Evento cancellato a causa della pandemia di COVID-19 | Evento cancellato a causa della pandemia di COVID-19 | Evento cancellato a causa della pandemia di COVID-19 |
| 2021 | Elena Rozberg Petko Kralev                           | Elena Rozberg Petko Kralev                           | BNT1 BNT4                                            | BNT1 BNT4                                            | Joanna Dragneva                                      |
| 2022 | Elena Rozberg Petko Kralev                           | Elena Rozberg Petko Kralev                           | BNT1 BNT4                                            | BNT1 BNT4                                            | Janan Dural                                          |
| 2023 | Nessuna trasmissione                                 | Nessuna trasmissione                                 | Nessuna trasmissione                                 | Nessuna trasmissione                                 | Nessuna trasmissione                                 |
| 2024 | Nessuna trasmissione                                 | Nessuna trasmissione                                 | Nessuna trasmissione                                 | Nessuna trasmissione                                 | Nessuna trasmissione                                 |
| 2025 | Nessuna trasmissione                                 | Nessuna trasmissione                                 | Nessuna trasmissione                                 | Nessuna trasmissione                                 | Nessuna trasmissione                                 |

## Altri premi ricevuti

### Marcel Bezençon Awards
I Marcel Bezençon Awards sono un gruppo di premi assegnati agli artisti partecipanti all'Eurovision Song Contest a partire dall'edizione del 2002, in onore del fondatore della manifestazione, il giornalista svizzero Marcel Bezençon.
La Bulgaria ha vinto il Composer Award nel 2018 grazie al brano Bones degli Equinox, scritto e composto da Borislav Milanov, Trey Campbell, Joacim Persson e Dag Lundberg.
| Anno | Categoria      | Artista | Brano | Compositori                                                   |
| ---- | -------------- | ------- | ----- | ------------------------------------------------------------- |
| 2018 | Composer Award | Equinox | Bones | Borislav Milanov, Trey Campbell, Joacim Persson, Dag Lundberg |